# Miriam Fletcher
Pour les articles homonymes, voir Fletcher.
Miriam Fletcher est une journaliste, éditorialiste, productrice de radio, cinéma et télévision vénézuélienne née à Santiago (Chili) le 9 novembre 1934 et morte sur l'île Margarita le 6 septembre 2013. Elle est la mère de Cat Fletcher.

## Carrière
Diplômée en journalisme par l'université centrale du Venezuela en 1958, elle commence dans le monde des communications en Corpa Publicité, comme secrétaire privée de Carlos Eduardo Frías entre 1957 et 1961. Elle est membre fondateur, avec Ariel Severino, du groupe théâtral « le Nouveau Groupe » de Alberto Paix et Mateos en 1958.
De 1961 à 1991, elle signe l'éditorial « Le Monde que je vois » (journal El Mundo) de Miguel Angel Capriles Ayala. Par sa description quotidienne des personnages et des événements de l'époque, ainsi que par son regard perçant qui est devenu un symbole du périodique, elle est considérée comme une des icônes des années 1960 au Venezuela.
Entre 1961 et 1963, elle coprésente le programme Nous les Femmes sur la RCTV et collabore à la production de plusieurs programmes de la même station émettrice comme L'Exposition Renny, Renny Présente.
En 1969, elle est productrice associée du film L'Épopée de Bolivar. De 1976 à 1978, elle est vice-présidente de la Fondation pour l'assistance sociale de la Police Métropolitaine de Caracas ou FUNDAPOL sous la présidence de Renny Ottolina. Entre 1977 et 1984, elle produit des programmes culturels pour Radio Lisse puis devient directrice des relations publiques du théâtre Teresa Carreño entre les années 1985 et 2000 puis enfin, entre 2000 et 2004, du Système d'Orchestres Infantiles et Juvéniles du Venezuela.